# Debbugs
Debbugs是为Debian项目的问题跟踪系统提供支持的软件。它没有任何形式的网络界面来编辑错误报告 – 所有修改都是通过电子邮件完成的。Debbugs 主要由前 Debian 项目负责人Ian Jackson编写。
调试由一组维护问题报告数据库的脚本组成。这些脚本已经过参数化，因此它们可以用于 Debian 以外的其他项目。该系统在类 Unix操作系统上运行，例如Unix和Linux 。大多数源代码是用Perl编写的。它是在GNU 通用公共许可证之下授權的自由软件。
Debian 團隊强烈建议使用者在报告 Debian 中的错误时使用reportbug程序。

## 历史
1994年，作为一个基本的问题跟踪系统，Debbugs項目開始了。该软件从1997年开始推广，但直到1999年1月才正式發佈一版。
在GNOME项目放弃 Debbugs 后不久，KDE项目也在 2002 年切换到了Bugzilla。

## 部署
最古老和最大的 Debbugs 部署是 Debian 项目。截至2018年3月 ，Debian 的 debbugs 实例已处理超过 890,000 个错误报告。 
GNU計劃已经部署了一个公共的 debbugs 实例，可供 GNU 软件或GNU Savannah托管的自由软件使用。

## 一体化
Ubuntu的Launchpad识别并与 Debian 的 Debbugs 实例集成。